# Radek Kaňa
Radek Kaňa (* 14. prosince 1978 Opava) je český matematik, informatik, středoškolský učitel a politik, v letech 2014 až 2022 starosta Šilheřovic, v letech 2012 až 2022 zastupitel Moravskoslezského kraje, od roku 2022 náměstek ministra vnitra.

## Život
Narodil se v roce 1978 v Opavě. Část dětství žil v Havířově, od roku 1988 žije v Šilheřovicích. V letech 1993 až 1997 navštěvoval SPŠ Kratochvílova v Ostravě. V letech 1999 až 2004 studoval obor matematika – informatika na Ostravské univerzitě. V letech 2002 až 2005 pracoval u cestovní kanceláře CK Vítkovice Tours, paralelně s tím pracoval v letech 2003 až 2004 jako učitel matematiky a informatiky na Střední škole hotelnictví, gastronomie a služeb v Šilheřovicích. V letech 2005 až 2010 působil jako učitel matematiky a fotbalový trenér na STM Special Sports College v Londýně. V roce 2011 se vrátil na šilheřovickou Střední školu hotelnictví, gastronomie a služeb. Zde působil do roku 2014, kdy se naplno začal věnovat působení v politice. Dříve se angažoval i ve fotbalových klubech FC Baník Ostrava a SFC Opava.
Je ženatý a má dvě děti. Pochází z prajzské rodiny.

### Politické působení
V roce 2009 se stal členem ODS. V komunálních volbách v roce 2010 byl zvolen zastupitelem Šilheřovic a posléze také místostarostou obce. V krajských volbách v roce 2012 neúspěšně kandidoval na funkci zastupitele Moravskoslezského kraje na kandidátní listině ODS, avšak po volbách působil jako člen zahraničnímu výboru kraje. Ve sněmovních volbách v roce 2013 kandidoval do Poslanecké sněmovny PČR z 16. místa kandidátní listiny ODS. V komunálních volbách v roce 2014 obhájil funkci zastupitele Šilheřovic a stal se zároveň starostou obce. V krajských volbách v roce 2016 opět neúspěšně kandidoval na funkci krajského zastupitele, navzdory tomu se stal předsedou komise pro regionální rozvoj kraje. V komunálních volbách v roce 2018 obhájil funkci zastupitele Šilheřovic a posléze i funkci starosty. V krajských volbách v roce 2020 získal mandát krajského zastupitele na kandidátní listině koalice ODS a TOP 09 a stal se členem výboru pro tělovýchovu a sport, předsedou komise pro strategický rozvoj kraje a také členem komise pro regionální rozvoj kraje. Ve sněmovních volbách v roce 2021 kandidoval ze 16. místa kandidátní listiny koalice SPOLU, ale nebyl zvolen.
V lednu 2022 se v souvislosti se jmenováním Vlády Petra Fialy stal náměstkem jejího vicepremiéra a ministra vnitra Víta Rakušana. Vzhledem k tomu, že funkce náměstka ministra není ze zákona slučitelná s funkcí krajského zastupitele, jako krajský zastupitel skončil. V komunálních volbách v roce 2022 pak Kaňa obhájil mandát zastupitele obce, ale nebyl zvolen starostou a stal se místo toho radním obce.
V krajských volbách v roce 2024 byl lídrem kandidátní listiny SPOLU MSK. Mandát moravskoslezského zastupitele sice získal, ale nepřijal jej vzhledem k neslučitelnosti funkcí náměstka ministra a krajského zastupitele (musel si vybrat, kterou z funkcí bude chtít vykonávat). K roku 2024 byl také předsedou regionálního sdružení ODS v Moravskoslezském kraji.
Ve sněmovních volbách v roce 2025 kandiduje z 9. místa kandidátní listiny koalice SPOLU v Moravskoslezském kraji.